# Tygelsjö kyrka
Tygelsjö kyrka är en kyrkobyggnad i Tygelsjö. Den är sedan 2014 församlingskyrka i Limhamns församling i Lunds stift.

## Kyrkobyggnaden
Kyrkan byggdes 1903-1904 och invigdes 22 januari 1905 av biskop Gottfrid Billing. Den är byggd av rött tegel i nygotisk stil och tornet har trappgavlar på alla fyra sidor. Kyrkans kor är tresidigt.
Innan den nya kyrkan i Tygelsjö byggdes fanns en romansk stenkyrka som bland annat byggdes till med torn på 1300-talet och korsarmar på 1830-talet.

## Inventarier
I kyrkan finns en romansk dopfunt huggen i sandsten. Predikstolen dateras till 1595 och altaruppsatsen till 1596. Båda ska ha utförts av Daniel Tommisen.

### Orgel
- En orgel fanns före 1749 i kyrkan.
- En ny orgel beställdes 10 juni 1749 och hämtades 1750 i Malmö. 1752 flyttade Henrik Rudolf Braune orgeln till den nya läktaren och målade den 1754.[1] 1773 hade orgeln 8 stämmor.[2] 22 september 1868, skulle kyrkorådet sälja den gamla orgeln genom en auktion.[3]
- 1874 byggde Anders Victor Lundahl, Malmö en orgel med 9 stämmor och 2 manualer. Den avsynades 5 december 1874.[4]
- 1904 byggde Eskil Lundén, Göteborg en orgel med 14 stämmor.
- 1975 byggdes en orgel av A. Mårtenssons Orgelfabrik AB, Lund och är en mekanisk orgel.

| Huvudverk I     | Svällverk II      | Pedal            | Koppel |
| Principal 8'    | Gedackt 8'        | Subbas 16´       | I/P    |
| Rörflöjt 8'     | Principal 4'      | Gedacktpommer 8' | II/P   |
| Oktava 4'       | Koppelflöjt 4'    | Koralbas 4'      | II/I   |
| Spetsflöjt 2'   | Kvintadena 2'     |                  |        |
| Mixtur 3-4 chor | Scharf 2 chor     |                  |        |
|                 | Skalmeja 8'       |                  |        |
|                 | Tremulant         |                  |        |
|                 | Crescendosvällare |                  |        |

- Ny orgel 2018. Orgeln är byggd av Hilmar Jörgensen för Nordstrands kyrka, Oslo, år 1937. Den är inköpt därifrån år 2014 av Åkerman & Lund orgelbyggeri AB, Knivsta. Därefter har den restaurerats, elektrifierats och blivit uppsatt i Tygelsjö kyrka under hösten 2018. Åkerman & Lund har vänt spelbordet mot koret, försett orgeln med den senaste datorn och elektrisk traktur. Orgelfasaden är från Tygelsjö kyrka gamla orgel och har återställts till originalutseende från år 1904. Nya orgeln 2018: Josef Hilmar Jørgensen (1892 – 1961) var en norsk orgelbyggare som drev orgelfabriken J. H. Jørgensen Orgelfabrik. Hilmar Jørgensen hade en enastående position i landets orgelmiljö. Jørgensen fick Kungens förtjänstmedalj i guld år 1951. På sin 60-årsdag året efter blev han omtalad som “hele Norges Hilmar”. J. H. Jørgensen orgelfabrik hade en ledande position helt från starten och fram till mitten av 1900-talet, och levererade piporglar av hög kvalitet. Orgelbyggeriet hade ett solitt omdöme genom hela sin levnadstid, och var närmast enarådande på den norska orgelmarknaden helt fram till 1960-talet. Totalt byggde fabriken runt 700 orglar.

| Manual I      | Manual II'         | Manual III          | Pedal                                 | Koppel |
| Principal 8   | Lieblich Gedeckt 8 | Bourdon 16          | Kontrabass 16                         |        |
| Violfløjte 8  | Gemshorn 8         | Salicional 8        | Subbass 16                            |        |
| Fløjte 8      | Nachthorn 4        | Bordun 8            | Ekkobass 16 från Bourdon 16´ manual I |        |
| Principal 4   | Pikkolo 2          | Voix celeste 8      | Cello 8 C-f från Kontrabass           |        |
| Mixtur 3 fag. | Sesquialtera 2-fag | Fl. pastorale 4     | Bordun 8 från Bordun 8´manual III     |        |
| Cornopean 8   | Klarinett 8        | Campanelli 3-5 fag. | Koralbass 4                           |        |
| Tremulant     | Tremolo            | French horn 8       | Basson 16                             |        |
|               |                    | Tremolo             |                                       |        |

Koppeln:
Normalkoppel
Super I, II-I, III-I, II, III-II, III, III-P
Sub II-I, III-I, II, III-II, III

### Fotnoter
1. ↑  Tygelsjö (M) LIa:2 (1749-1820) Sida: 4, 7-8, 12-13, 18, 20
2. ↑  Abrahamsson Hülpers, Abraham (1773) (på Svenska). Historisk Afhandling om Musik och Instrumenter särdeles om Orgwerks Inrättningen i Allmänhet jemte Kort Beskrifning öfwer Orgwerken i Swerige. Västerås: Johan Laurentius Horrn. sid. 292. Libris 2413220
3. ↑  ”Genom offentlig auktion den 22 dennes”. Malmö Nya Allehanda. 19 september 1868. https://tidningar.kb.se/2654102/1868-09-19/edition/147700/part/1/page/4/?q=orgel%20Lundahl&from=1868-09-19&to=1868-09-19. Läst 26 augusti 2022.
4. ↑  ”Ny orgel.”. Malmö Handels- och Sjöfartstidning, notis 1:a kolumn längre ner. 2 januari 1875. https://tidningar.kb.se/2658914/1875-01-02/edition/160508/part/1/page/3/?q=orgel%20Lundahl&from=1875-01-02&to=1875-01-02. Läst 26 augusti 2022.